# داحسية رؤيسية
الداحسية الرؤيسية (باللاتينية: Paronychia capitata) نوع نباتي يتبع جنس الداحسية من الفصيلة القرنفلية.

## البيئة والانتشار
النبات واطن في بلاد الشام ومصر والمغرب العربي وبعض مناطق حوض البحر الأبيض المتوسط.